# 曹家甲
曹家甲（1655年—1723年），初名必义。字安峰、又字为质。南昌新建县鲁江曹家村人。 清康熙三十六年，殿试第三甲第五名进士。授职福建漳州府龙溪县知县，充武闱、文闱同考试官，署理漳州府粮捕通判。例授文林郎，为官清廉，秉公执法，刚正不阿。风水堪舆大师，著书《地理原本说》。